# Ernst Hofmann (acteur)
Pour les articles homonymes, voir Hofmann.
Ernst Karl Heinrich Hofmann (né le 7 décembre 1890 à Breslau, mort le 27 avril 1945 à Potsdam) est un acteur allemand.

## Biographie
Hofmann étudie l'histoire de l'art, l'allemand et les langues modernes à l'université de Berlin en 1910-1911. Parallèlement, il suit des cours de théâtre à l'école d'art dramatique du Deutsches Theater. Hofmann fait ses débuts en 1911 et se produit au Kleines Theater Unter den Linden. Il a son premier grand succès en tant que Moritz Stiefel dans la pièce L'Éveil du printemps.
Hofmann devient alors principalement un acteur de cinéma. En 1913, Max Reinhardt l'aide à décrocher son premier rôle au cinéma. En 1916, il sert deux ans pendant la Première Guerre mondiale en tant qu'officier de réserve dans l'artillerie de campagne. Puis il revient devant la caméra et jouit d'une popularité considérable des femmes pendant plusieurs années. Henny Porten, Asta Nielsen et Pola Negri font partie de ses partenaires.
Vers la fin des années 1920, sa renommée s'estompe rapidement et Hofmann n'est que rarement vu sur scène, par exemple au Theater in der Behrenstraße. Il passe alors à l'écriture et écrit sous le pseudonyme d'Ernst Hofmann von Schönholtz un certain nombre de romans.
Il meurt des combats à la fin de la Seconde Guerre mondiale.
Avec sa femme Hedda Kemp, dont il divorcera, il apparaît dans plusieurs films ensemble, comme Der Knabe in Blau, dont elle a écrit le scénario sous le pseudonyme d'Edda Ottershausen.

## Filmographie
- 1913 : L'Île des bienheureux
- 1913 : Komtesse Ursel
- 1914 : Das Feuer
- 1914 : General von Berning
- 1914 : Die weißen Rosen
- 1914 : Die Launen einer Weltdame
- 1916 : Der rote Streifen
- 1917 : Die Memoiren des Satans, 2. Teil: Fanatiker des Lebens
- 1917 : Der Schmuck des Rajah
- 1917 : Die schöne Prinzessin von China
- 1917 : Wenn Frauen lieben und hassen
- 1917 : Der Antiquar von Straßburg
- 1918 : Rosen, die der Sturm entblättert
- 1918 : Das Tagebuch des Dr. Hart
- 1918 : Tausend und eine Frau. Aus dem Tagebuch eines Junggesellen
- 1918 : Wo ein Wille, ist ein Weg
- 1918 : Nur ein Schmetterling
- 1918 : Wundersam ist das Märchen der Liebe
- 1918 : Gräfin Küchenfee
- 1918 : Der Herr der Welt
- 1918 : Ihr Junge
- 1918 : Ikarus, der fliegende Mensch
- 1918 : Das Mädchen aus der Opiumhöhle
- 1918 : Der Schmuck des Rajah
- 1919 : Die Herrin der Welt
- 1919 : Der Knabe in Blau
- 1919 : Die Sünderin
- 1919 : Gebannt und erlöst
- 1919 : Die rollende Kugel
- 1919 : Jugendliebe
- 1919 : Arme Thea
- 1919 : Die da sterben, wenn sie lieben
- 1919 : Galeotto, der große Kuppler
- 1919 : Letzte Liebe
- 1919 : Das Recht der freien Liebe
- 1920 : Satanas
- 1920 : Das Martyrium
- 1920 : Algol – Tragödie der Macht
- 1920 : Die Erlebnisse der berühmten Tänzerin Fanny Elßler
- 1920 : Das rote Plakat
- 1920 : Graf Sylvains Rache
- 1920 : Die Herrin der Welt, 7. Teil – Die Wohltäterin der Menschheit
- 1920 : Die Herrin der Welt, 8. Teil – Die Rache der Maud Fergusson
- 1920 : Der rote Henker
- 1921 : Pariserinnen
- 1921 : Le Roman d'une étoile de cinéma
- 1921 : Die Erbin von Tordis
- 1921 : Entgleist
- 1921 : Memoiren eines Kammerdieners, 1. Teil – Martin, der Findling
- 1921 : Mann über Bord
- 1921 : Um den Sohn
- 1921 : Aus den Tiefen der Großstadt
- 1921 : Miss Beryll… die Laune eines Millionärs
- 1921 : Die Diktatur der Liebe, 2. Teil – Die Welt ohne Liebe
- 1921 : Mein Mann – Der Nachtredakteur
- 1921 : Fasching
- 1921 : Die Rächer
- 1922 : L'Appel du destin
- 1922 : Marie Antoinette
- 1922 : Wildnis
- 1922 : Schatten der Vergangenheit
- 1922 : Das goldene Netz
- 1922 : Louise de Lavallière
- 1922 : Das blonde Verhängnis
- 1922 : Die vom Zirkus
- 1922 : Lyda Ssanin
- 1922 : Das Mädchen ohne Gewissen
- 1922 : Turfpiraten
- 1923 : Vineta. Die versunkene Stadt
- 1923 : Die Fledermaus
- 1923 : Gobseck
- 1923 : Jimmy, ein Schicksal von Mensch und Tier
- 1923 : Die fünfte Straße
- 1924 : Die Liebesbriefe einer Verlassenen
- 1925 : Die Moral der Gasse
- 1925 : Die vom Niederrhein
- 1925 : Le Rapide de l'amour
- 1925 : Die Motorbraut
- 1925 : Die vom Niederrhein
- 1926 : Die keusche Susanne
- 1926 : Kreuzzug des Weibes
- 1926 : Der Abenteurer
- 1927 : Üb' immer Treu' und Redlichkeit
- 1927 : U 9 Weddigen
- 1928 : Adam und Eva
- 1928 : Die Königin seines Herzens
- 1928 : Die letzte Galavorstellung des Zirkus Wolfson
- 1928 : Moral
- 1931 : Gefahren der Liebe
- 1934 : Spiel mit dem Feuer